# Patrick Desrochers
Patrick Desrochers (né le 27 octobre 1979 à Penetanguishene, Canada) est un joueur canadien professionnel de hockey sur glace évoluant au poste de gardien de but. Il a été choisi au cours du repêchage d'entrée dans la LNH 1999, au 14e rang au total (1re ronde), par l'équipe des Coyotes de Phoenix.

## Carrière de joueur
Il a déjà joué pour les Coyotes de Phoenix et les Hurricanes de la Caroline de la LNH.
Desrochers a joué presque toute sa carrière dans la LAH avec les Falcons de Springfield, les Lock Monsters de Lowell et les Rampage de San Antonio. Il a joué sa carrière junior avec le Sting de Sarnia et les Frontenacs de Kingston de la Ligue de Hockey de l'Ontario. 
Il a passé la saison 2007-2008 avec le Augsburger Panther de la DEL mais est devenu agent libre après le refus du club de lui donner une prolongation de contrat, lui préférant un gardien de but allemand[réf. nécessaire]. Il a ensuite rejoint l'équipe norvégienne du Vålerenga Ishockey .